# Morimopsis unicolor
Morimopsis unicolor är en skalbaggsart som beskrevs av Stefan von Breuning 1975. Morimopsis unicolor ingår i släktet Morimopsis och familjen långhorningar. Inga underarter finns listade i Catalogue of Life.